# Technik weterynarii
Technik weterynarii (tech. wet.) – osoba będąca absolwentem technikum weterynaryjnego, która zdała egzamin zawodowy oraz otrzymała świadectwo potwierdzające kwalifikacje w zawodzie technik weterynarii. Dodatkowo w celu świadczenia usług technik zobligowany jest posiadać prawo wykonywania zawodu technika weterynarii. Technik weterynarii w podmiotach leczniczych dla zwierząt stanowi personel pomocniczy i posiada znacznie mniejsze uprawnienia niż lekarz weterynarii.
Czynności do których świadczenia jest uprawniony technik weterynarii:
- pobieranie prób do badań laboratoryjnych;
- czynności pomocnicze przy wykonywaniu sekcji zwłok zwierzęcych;
- udzielanie pierwszej pomocy w przypadkach: 
  - a) niedyspozycji żołądkowo-jelitowych o przebiegu ostrym z zagrożeniem życia zwierzęcia,
  - b) zadławienia,
  - c) zranienia lub złamania,
  - d) porodu niewymagającego cięcia płodu lub zabiegu chirurgicznego;
- wykonywanie badań klinicznych w zakresie niezbędnym do udzielenia pierwszej pomocy;
- podawanie leków przepisanych przez lekarza weterynarii lub dostępnych bez recepty;
- asystowanie przy zabiegach chirurgicznych;
- opieka nad zwierzętami leczonymi w warunkach ambulatoryjnych i stacjonarnych;
- wykonywanie zabiegów sanitarnohigieniczych i fizykoterapeutycznych.

Czynności, o których mowa w pkt 2, 6 i 7, są wykonywane pod nadzorem lekarza weterynarii.
Czynności których nie może wykonywać technik weterynarii:
- wykonywanie eutanazji
- samodzielne wykonywanie zabiegów chirurgicznych
- wypisywanie recept
- diagnozowanie pacjentów
- samodzielne wykonywanie sekcji zwłok
- badanie lekarsko-weterynaryjne